# 列支敦士登大学

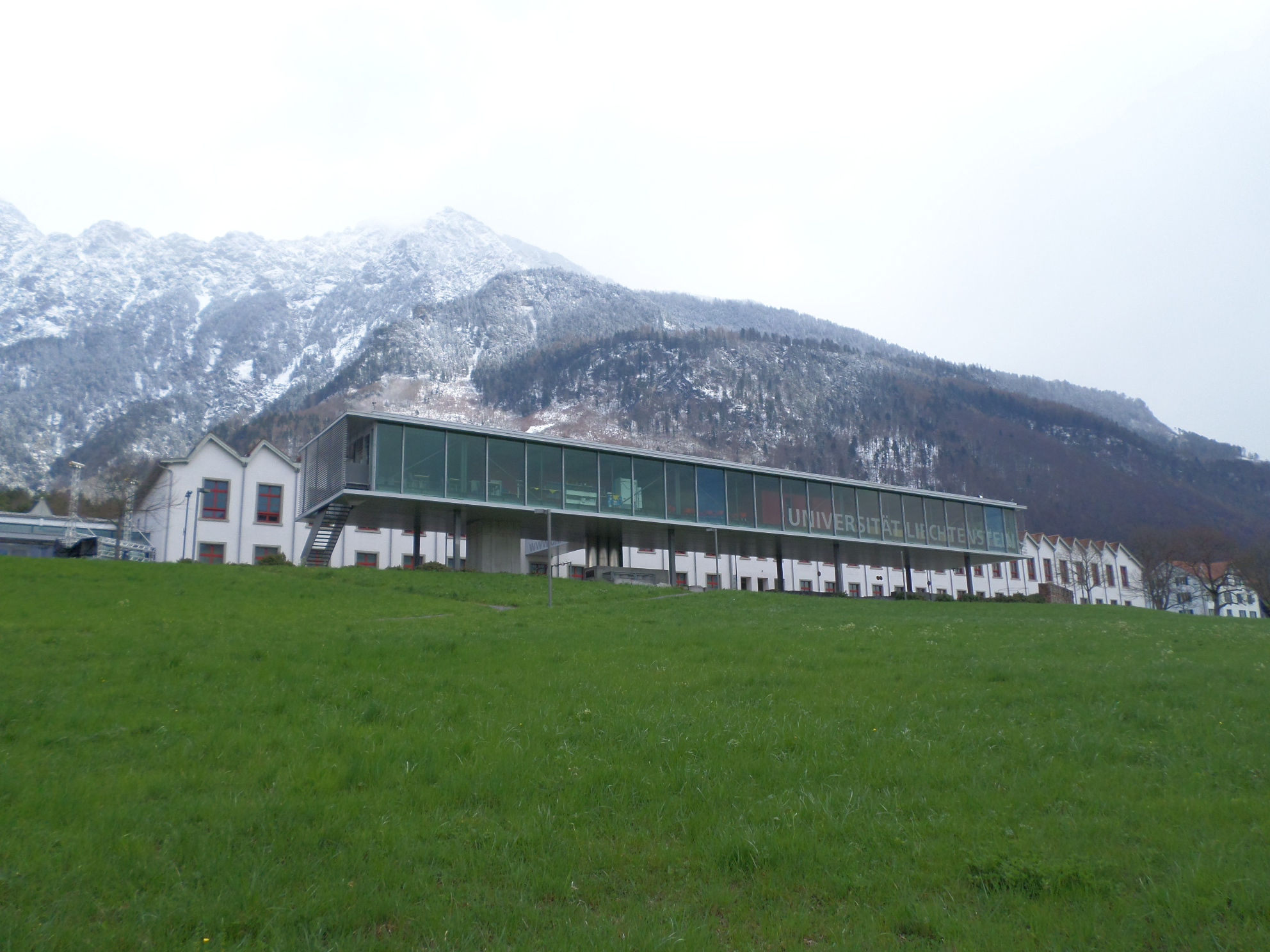
列支敦士登大学

列支敦士登大学，德语： Universität Liechtenstein (旧称Fachhochschule Liechtenstein）是列支敦士登首都瓦杜茲的一所高校。学校有约900名学生。

## 历史
学校建于1967，最初是为了教授学生经济学课程，后来又通过列支敦士登工程学校教授工程学。2005年学校转制为一所大学。